# Слівник
Слівник (пол. Śliwnik, нім. Schadendorf) — село в Польщі, у гміні Маломиці Жаґанського повіту Любуського воєводства.
Населення — 224 особи (2011).
У 1975-1998 роках село належало до Зеленогурського воєводства.

## Демографія
Демографічна структура станом на 31 березня 2011 року:
|          | Загалом | Допрацездатний вік | Працездатний вік | Постпрацездатний вік |
| -------- | ------- | ------------------ | ---------------- | -------------------- |
| Чоловіки | 110     | 14                 | 84               | 12                   |
| Жінки    | 114     | 25                 | 63               | 26                   |
| Разом    | 224     | 39                 | 147              | 38                   |